# USS Jenkins (DD-447)
Pour les autres navires du même nom, voir USS Jenkins.
L'USS Jenkins (DD-447) était un destroyer de classe Fletcher au service de la marine américaine, le deuxième navire portant le nom du rear admiral Thornton A. Jenkins. Entré en service pendant la Seconde Guerre mondiale, le destroyer a combattu sur le théâtre du Pacifique. Le Jenkins a été placé en réserve après la fin de la guerre, jusqu'en 1951, date à laquelle le navire a été réactivé pour la guerre de Corée. Il a servi dans le Pacifique occidental jusqu'en 1969, date à laquelle le destroyer a été retiré du service et vendu à la ferraille en 1971.

## Construction
Le Jenkins a été construit par le chantier naval Federal Shipbuilding and Drydock Company à Kearny dans le New Jersey, le 27 novembre 1941 et lancé le 21 juin 1942 ; parrainé par Mme Marion Parker Embry. Le destroyer a été mis en service le 31 juillet 1942, sous le commandement du lieutenant commander H. F. Miller.

## Historique
Après une période d'entraînement au cours de l'été 1942, le Jenkins appareille de la baie de Casco du golfe du Maine, le 24 octobre comme escorte d'un convoi se dirigeant vers la campagne d'Afrique du Nord. Il a protégé les navires de la capitale lors de missions d'appui au tir naval, alors que la force d'attaque arrivait au large de Casablanca le 8 novembre. Après la bataille navale de Casablanca, le destroyer retourne à New York le 19 novembre pour se préparer à l'action dans le Pacifique.
Arrivé à Nouméa, en Nouvelle-Calédonie, le 4 janvier 1943, il commence à effectuer des missions d'escorte et de patrouille dans les îles Salomon et dans la mer de Corail. Sa première opération de débarquement dans le Pacifique a commencé le 29 juin, lorsqu'il a rejoint d'autres unités soutenant l'invasion de l'île de Nouvelle-Géorgie.
Affecté au groupe opérationnel Task Group 36.1 du contre-amiral Walden Lee "Pug" Ainsworth, le Jenkins a quitté Tulagi le 5 juillet et a remonté le The Slot (détroit de Nouvelle-Géorgie) pour intercepter un destroyer japonais et une force de transport transportant des renforts à Kolombangara. Le radar a détecté les navires ennemis au milieu de la veille et pendant la bataille du golfe de Kula le 6 juillet, les tirs ont coulé un destroyer et fait échouer un autre navire. Une torpille japonaise de type 93 a coulé le croiseur USS Helena.
Après cette opération, le Jenkins a été envoyé le 18 juillet à une position à 86 milles nautiques (160 km) au sud des îles Santa Cruz pour aider le transport d'hydravions endommagé USS Chincoteague et l'a escorté jusqu'à Espiritu Santo.
Au cours des quatre mois suivants, le Jenkins a effectué des missions d'escorte, des exercices d'entraînement et des préparatifs pour la campagne des îles Gilbert. Il s'est joint à l'écran du groupe de transporteurs du Nord du contre-amiral Arthur W. Radford qui a fourni un soutien aérien au-dessus de Makin et de Tarawa pendant les débarquements du 15 novembre. Le destroyer a ensuite navigué avec la force du porte-avions pour attaquer Kwajalein et Wotje dans les îles Marshall le 4 décembre. Au cours de ces raids, le porte-avions USS Lexington a été touché par une torpille, et le Jenkins a été chargé de l'escorter jusqu'à Pearl Harbor, où il est arrivé le 9 décembre.
Le Jenkins a quitté Hawaii le 25 janvier 1944 avec une unité de ravitailleurs pour ravitailler les porte-avions rapides et les navires couvrant la campagne des îles Marshall. Il opère avec le groupe de pétroliers en février, et effectue des bombardements côtiers sur Bougainville en mars. Il a quitté le port de Seeadler le 20 avril pour rejoindre la Task Force 77 pour des opérations amphibies à Hollandia et Aitape. Les débarquements ont eu lieu le 22 avril et leur réussite a donné aux forces alliées du Pacifique une autre base d'où lancer des attaques sur les îles encore tenues par l'ennemi. Après avoir effectué des tâches d'escorte et des patrouilles anti-sous-marines, le Jenkins a patrouillé au début de juin pour empêcher toute tentative des Japonais de renforcer la garnison de Biak. Il a ensuite couvert et fourni un appui de tir pour les invasions de Noemfoor, Sansapor et Morotai, ainsi que des patrouilles et des escortes de renforts tout au long de l'été.
Le Jenkins a quitté Manus des îles de l'Amirauté, le 12 octobre pour l'invasion de Leyte prévue le 20 octobre. À son arrivée, il a été affecté à des fonctions de piquet radar et de directeur de chasse jusqu'au 27 novembre.
Le 28 décembre, le Jenkins est sorti d'Aitape pour assurer la couverture de la force d'attaque de Luzon. Après avoir été légèrement endommagé par une batterie côtière ennemie, le destroyer est retourné à Leyte le 12 janvier 1945. Dix jours plus tard, il est parti pour participer aux opérations dans la région du golfe de Lingayen. Il assure la lutte anti-sous-marine, le dragage des mines et le bombardement des côtes de Corregidor du 13 février à la fin avril.
Il a quitté Subic Bay le 24 avril pour couvrir des opérations de dragage de mines et des opérations amphibies dans la mer de Célèbes, au large de Bornéo. Le Jenkins a heurté une mine au large de l'île de Tarakan le 30 avril et a navigué jusqu'à Subic Bay pour des réparations. Le 18 juin, il s'est embarqué pour les États-Unis afin de terminer les réparations, arrivant à San Pedro, en Californie, le 8 juillet. Il reste sur la côte ouest pendant toute la durée de la guerre. Le destroyer a été mis hors service à San Diego le 1er mai 1946.
Au début de la guerre de Corée, le Jenkins est remis en service sous le nom de DDE-447 le 2 novembre 1951 sous le commandement du commandant C. F. McGivern. Il a quitté San Diego le 25 février 1952 pour une période d'entraînement à Pearl Harbor. Une fois l'entraînement terminé, il arrive au Japon le 12 juin et, pendant l'été, il opère avec la Task Force 77 qui fournit un soutien aérien aux forces terrestres en Corée. Il a effectué des patrouilles au large de la Corée et de Taiwan avant de retourner à Pearl Harbor le 5 décembre.
Il opère à partir de Pearl Harbor jusqu'au 10 novembre 1953, date à laquelle il s'embarque pour une nouvelle tournée en Extrême-Orient et revient à Pearl Harbor le 15 juin. De 1954 à 1963, le Jenkins s'est rendu chaque année en Extrême-Orient pour des opérations de maintien de la paix avec la 7e flotte. Lors de son déploiement en 1958, la 7e flotte était en état d'alerte, car les communistes chinois commençaient à harceler les îles nationalistes chinoises de Quemoy et de Matsu.
Au cours des années soixante, les déploiements de la 7e flotte ont pris une plus grande importance en raison de l'insurrection communiste au Laos et au Vietnam. Pendant la majeure partie des années 1964 et 1965, le Jenkins opère à partir de Pearl Harbor.
Le Jenkins s'est embarqué pour l'Extrême-Orient le 9 février 1966 et le 21 février, il a été affecté à l'appui de tir et a bombardé les positions ennemies pour aider les Marines qui combattaient au Sud-Vietnam, jusqu'à son retour à Pearl Harbor le 22 juillet.
Le Jenkins a navigué dans les eaux hawaïennes jusqu'à ce qu'il entre dans le chantier naval américain de Pearl Harbor le 11 septembre pour une révision majeure qui a été achevée le 6 février 1967. Le destroyer se prépare alors à un autre déploiement dans la zone de guerre.
Du 18 avril 1967 au 4 octobre, il est à nouveau déployé à Taiwan et au Vietnam. Après avoir atteint Pearl Harbor le 23 octobre 1967, l'USS Jenkins opère dans les eaux autour d'Hawaï. Le 5 août 1968, il met à nouveau le cap sur l'Asie du Sud-Est et remplace le 4 septembre 1968 l'USS Rich au service de recherche et de sauvetage (en anglais « Search And Rescue » - SAR) dans le golfe du Tonkin. Il reste en service SAR jusqu'au 26 décembre 1968. Ensuite, il est utilisé comme appui de feu. Le 18 janvier 1969, il retourne à Pearl Harbor, où il est entré le 28 février 1969.
L'USS Jenkins a été retiré du service le 2 juillet 1969 à San Diego et rayé de la liste de la flotte (Naval Vessel Register) le même jour.
Initialement prévu pour être vendu à une nation amie, le navire est vendu le 26 février 1971 à Campbell Machine Corp de San Diego, pour être démantelé.

## Récompenses
Le Jenkins a reçu quatorze étoiles de combat (Battle Stars) pour son service pendant la Seconde Guerre mondiale, une pour son service pendant la guerre de Corée et cinq autres pour son engagement au Vietnam

## Source
- (en) Cet article est partiellement ou en totalité issu de l’article de Wikipédia en anglais intitulé « USS Jenkins (DD-447) » (voir la liste des auteurs).